# Myrmotherula schisticolor
Myrmotherula schisticolor là một loài chim trong họ Thamnophilidae.